# Fox on the Run
Fox on the Run is een nummer van de Britse band The Sweet. Het verscheen op hun album Desolation Boulevard uit 1974. In maart 1975 werd het nummer uitgebracht als de derde en laatste single van het album.

## Achtergrond
Fox on the Run is geschreven en geproduceerd door alle groepsleden. Het is de eerste single die door de band zelf is geschreven; tot dat moment werden singles gewoonlijk geschreven door producers Nicky Chinn en Mike Chapman. "Fox" is in het Engels slang voor een aantrekkelijke vrouw. De tekst gaat over een groupie van de band. The Sweet nam twee versies van het nummer op. De oorspronkelijke versie, geproduceerd door Chinn en Chapman, verscheen op de Europese versie van Desolation Boulevard. Een meer pop-georiënteerde versie werd uitgebracht als single. Deze versie werd uitgebracht op de Amerikaanse versie van het album; in Europa kwam het pas in 2005 uit op een album, op de heruitgave van Desolation Boulevard.
Fox on the Run werd een van de laatste grote hits van The Sweet. In het Verenigd Koninkrijk en de Verenigde Staten stond het in 1976 pas in de hitlijsten; het behaalde hier respectievelijk de tweede en vijfde positie. In Australië, Duitsland, Zuid-Afrika en Denemarken werd het een nummer 1-hit en in andere landen als Canada, Ierland en Nieuw-Zeeland werd het een top 3-hit. In Nederland werd de tweede plaats bereikt in zowel de Top 40 als de Nationale Hitparade, terwijl in Vlaanderen de vierde plaats in de BRT Top 30 werd behaald.
Fox on the Run is gebruikt in diverse films, waaronder Dazed and Confused, Detroit Rock City, When in Rome, Catch .44 en The Goods: Live Hard, Sell Hard. Vanwege het gebruik in de trailer van de film Guardians of the Galaxy Vol. 2 in 2016 bereikte het nummer de eerste plaats in de rocklijsten van iTunes.
Er zijn diverse covers bekend van Fox on the Run. Een aantal artiesten die hun eigen versie hebben gemaakt, zijn The Academy Is..., Avalon, Ace Frehley, Girlschool, Red Hot Chili Peppers, The Replacements, Eric Singer, Sweet Savage en Touch of Joy. De band Scorpions nam een Duitstalige versie op onder de naam Fuchs geh' voran onder de naam The Hunters; de B-kant van deze single bevatte een vertaling van een ander Sweet-nummer, Action, als Wenn es richtig losgeht.

## Hitnoteringen

### Nederlandse Top 40
| Hitnotering: 05-04-1975 t/m 07-06-1975 | Hitnotering: 05-04-1975 t/m 07-06-1975 | Hitnotering: 05-04-1975 t/m 07-06-1975 | Hitnotering: 05-04-1975 t/m 07-06-1975 | Hitnotering: 05-04-1975 t/m 07-06-1975 | Hitnotering: 05-04-1975 t/m 07-06-1975 | Hitnotering: 05-04-1975 t/m 07-06-1975 | Hitnotering: 05-04-1975 t/m 07-06-1975 | Hitnotering: 05-04-1975 t/m 07-06-1975 | Hitnotering: 05-04-1975 t/m 07-06-1975 | Hitnotering: 05-04-1975 t/m 07-06-1975 | Hitnotering: 05-04-1975 t/m 07-06-1975 |
| Week                                   | 1                                      | 2                                      | 3                                      | 4                                      | 5                                      | 6                                      | 7                                      | 8                                      | 9                                      | 10                                     |                                        |
| -------------------------------------- | -------------------------------------- | -------------------------------------- | -------------------------------------- | -------------------------------------- | -------------------------------------- | -------------------------------------- | -------------------------------------- | -------------------------------------- | -------------------------------------- | -------------------------------------- | -------------------------------------- |
| Positie                                | 20                                     | 9                                      | 5                                      | 2                                      | 3                                      | 3                                      | 8                                      | 11                                     | 24                                     | 38                                     | uit                                    |

### Nationale Hitparade
| Hitnotering: 29-03-1975 t/m 07-06-1975 | Hitnotering: 29-03-1975 t/m 07-06-1975 | Hitnotering: 29-03-1975 t/m 07-06-1975 | Hitnotering: 29-03-1975 t/m 07-06-1975 | Hitnotering: 29-03-1975 t/m 07-06-1975 | Hitnotering: 29-03-1975 t/m 07-06-1975 | Hitnotering: 29-03-1975 t/m 07-06-1975 | Hitnotering: 29-03-1975 t/m 07-06-1975 | Hitnotering: 29-03-1975 t/m 07-06-1975 | Hitnotering: 29-03-1975 t/m 07-06-1975 | Hitnotering: 29-03-1975 t/m 07-06-1975 | Hitnotering: 29-03-1975 t/m 07-06-1975 | Hitnotering: 29-03-1975 t/m 07-06-1975 |
| Week                                   | 1                                      | 2                                      | 3                                      | 4                                      | 5                                      | 6                                      | 7                                      | 8                                      | 9                                      | 10                                     | 11                                     |                                        |
| -------------------------------------- | -------------------------------------- | -------------------------------------- | -------------------------------------- | -------------------------------------- | -------------------------------------- | -------------------------------------- | -------------------------------------- | -------------------------------------- | -------------------------------------- | -------------------------------------- | -------------------------------------- | -------------------------------------- |
| Positie                                | 25                                     | 18                                     | 7                                      | 4                                      | 2                                      | 3                                      | 4                                      | 13                                     | 13                                     | 17                                     | 30                                     | uit                                    |

### NPO Radio 2 Top 2000
| Nummer met noteringen in de NPO Radio 2 Top 2000 | '99 | '00 | '01 | '02 | '03 | '04 | '05 | '06 | '07  | '08 | '09  | '10  | '11  | '12  | '13  | '14  | '15  | '16  | '17  | '18  | '19  | '20  | '21  | '22  | '23 | '24  |
| ------------------------------------------------ | --- | --- | --- | --- | --- | --- | --- | --- | ---- | --- | ---- | ---- | ---- | ---- | ---- | ---- | ---- | ---- | ---- | ---- | ---- | ---- | ---- | ---- | --- | ---- |
| Fox on the Run                                   | 566 | 194 | 125 | 491 | 497 | 561 | 507 | 837 | 1429 | 671 | 1405 | 1472 | 1745 | 1669 | 1739 | 1939 | 1952 | 1879 | 1564 | 1552 | 1564 | 1844 | 1756 | 1826 | -   | 1841 |

1. ↑  Een '-' betekent dat het nummer niet was genoteerd en een vetgedrukt getal geeft de hoogste notering aan.